# Koning Willem-Alexanderkanaal

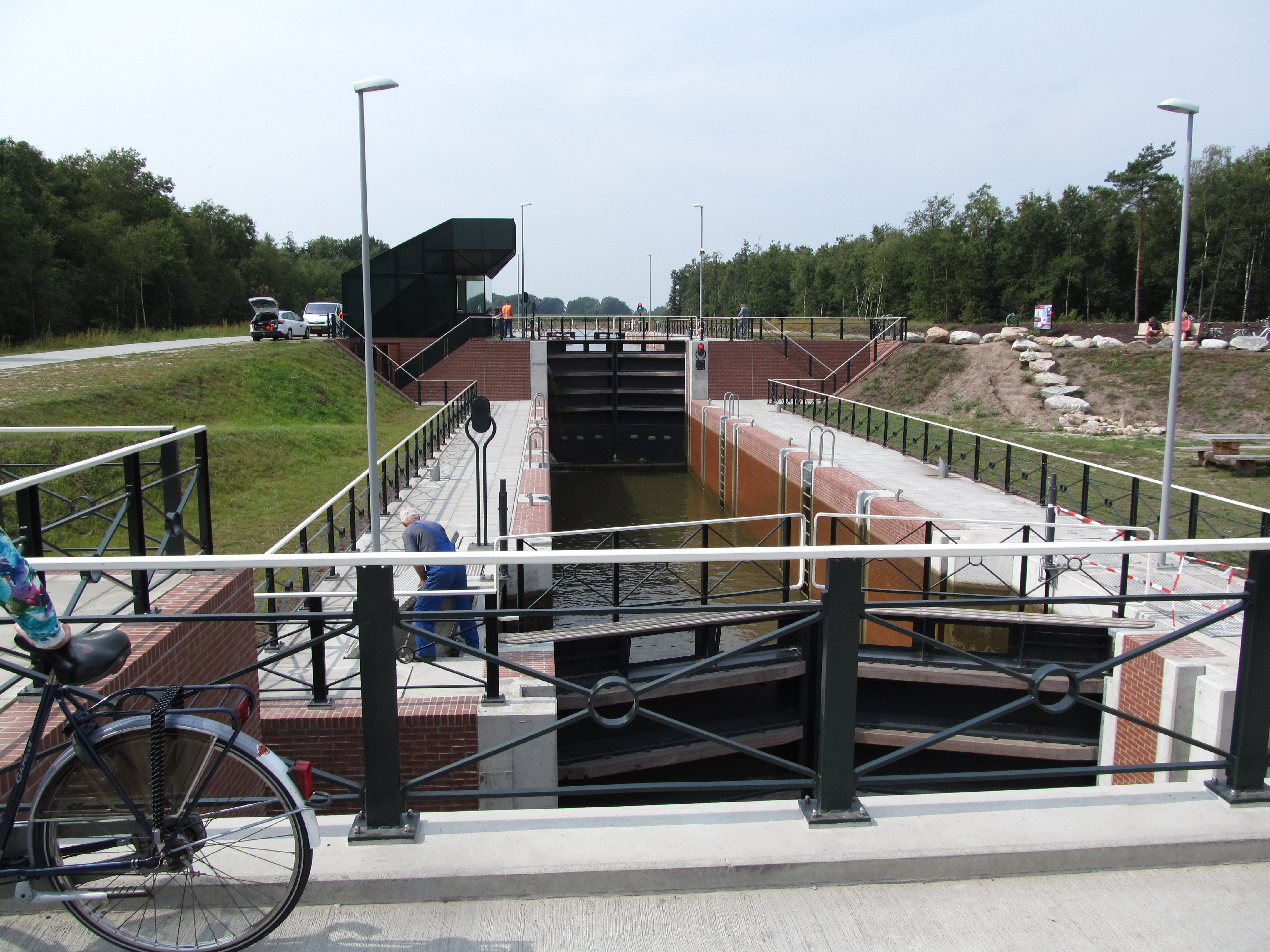
Koppelsluis in het Koning Willem-Alexanderkanaal

Het Koning Willem-Alexanderkanaal of Veenkanaal is een vaarverbinding met een lengte van zes kilometer tussen het Scholtenskanaal bij Klazienaveen en de Bladderswijk bij Oranjedorp. Het nieuwe kanaal door de Hondsrug is een onderdeel van het project Veenvaart, een project om meer pleziervaartuigen en toeristen naar de Veenkoloniën te krijgen. Daartoe worden ook tientallen sluizen en bruggen geplaatst. Kern van dit project is de vaarverbinding tussen Ter Apel en Erica door de Drentse en Groninger Veenkoloniën en in ruimere zin tussen Groningen (provincie) en Noord-Duitsland.
De verbinding is aangelegd onder de naam Veenkanaal, maar men vond deze aanduiding toch niet aansprekend genoeg, daarom is deze waterweg bij de ingebruikname op 8 juni 2013 Koning Willem-Alexanderkanaal gedoopt. Wethouder Nynke Houwing van Emmen en gedeputeerde Henk Brink maakten de naam van het kanaal op 19 maart 2013 bekend in het Veenpark bij Barger-Compascuum. Het is het eerste infrastructurele project in Nederland dat naar koning Willem-Alexander is vernoemd.

## Geschiedenis
Het gebied waar het dorp Nieuw-Dordrecht ligt is een uitloper van de Hondsrug, een zandrug  tussen het Oosterveen en het Smeulveen die onderdeel was van de marke Noord- en Zuidbarge. In 1853 werden de veengebieden door de markegenoten verkocht aan de Drentsche Veen- en Midden-Kanaal-Maatschappij, gevestigd te Dordrecht. Als voorwaarde bij de verkoop gold, dat de maatschappij een kanaal dwars door Drenthe zou graven, van Smilde naar de veengebieden van Noord- en Zuidbarge. Dit Oranjekanaal zou een zijtak krijgen die het Oosterveen met het Smeulveen verbond. Het kanaal bereikte uiteindelijk het Oosterveen, maar de zijtak naar het Smeulveen is er nooit gekomen. Hiervoor zou men door de dikke keileemlaag van de hoger gelegen zandrug moeten graven wat op grote moeilijkheden stuitte. Bovendien waren over een korte afstand vijf sluizen nodig geweest om het hoogteverschil te overbruggen. Het werd de maatschappij te kostbaar, zodat van de aanleg werd afgezien. Door de aanleg van het Koning Willem-Alexanderkanaal is de verbinding er uiteindelijk toch gekomen.